# Kaj Leo Johannesen
Kaj Leo Holm Johannesen (født 28. august 1964 i Tórshavn, Færøerne) er politiker i partiet Sambandsflokkurin som han er formand for. Den 24. september 2008 blev han Færøernes lagmand og beholdt posten indtil 2. september 2015, hvor han gik af efter at have tabt lagtingsvalget dagen før. 
Han er søn af Karin og Leo Hans Johannesen (død 1991), Mykines, og gift med Jórun Johannesen, f. Bærendsen fra Sandø og sammen har de sønner Heini, Jákup, og Jónas Holm Johannesen. 

## Karriere

### Politik
Kaj Leo Johannesen meldte sig ind i Sambandsflokkurin i 1988, og var fra 1997-2000 rådmand i Tórshavns byråd. I 2002 blev han valgt til Lagtinget og blev 2004 formand for Sambandsflokurin. Fra 2003 – 2004 var han næstformand i Lagtingets Kontroludvalg og medlem af Erhvervsudvalget. Fra 2004 – 2008 var han formand i Lagtingets Udenrigsudvalg og medlem af Finansudvalget. Midlertidigt folketingsmedlem for Sambandsflokkurin på Færøerne 4. dec. – 15. dec. 2007 (stedfortræder for Edmund Joensen).
Den 24. september 2008 blev Kaj Leo Johannesen lagmand i det færøske landsstyre.
Kaj Leo Johannesen er skibsfører og tidligere medindehaver af et stort færøsk fiskeeksportforetagende. Han lægger blandt andet vægt på at udvide Færøernes tilknytning internationalt, og ønsker et betydelig tættere færøsk forhold til EU. 

### Fodbold og håndbold
Kaj Leo Johannesen er også en tidligere færøsk landsholdsspiller i fodbold. Han spillede 4 landskampe for Færøernes A-landshold i 1991 og 1992, heriblandt i kvalifikationerne til EM 1992 og VM 1994. Han var reservemålmand i 18 landskampe, også i den berømte EM-kvalifikationskamp i Landskrona, Sverige, da Færøerne slog Østrig 1-0.
Han var i mange år målmand for HB Tórshavn og blev færøsk mester i 1988, 1990 og 1998. Han var for en periode indehaver af rekorden for flest spillede kampe for HB (299).
I 2017 blev han formand for Færøernes mest vindende fodboldklub, HB Tórshavn.
Kaj Leo Johannesen er også tidligere håndboldspiller. Hann spillede 163 kampe for Kyndil og skorede 625 mål.